# Bars (Dordogne)
Bars (Okzitanisch: Barç) ist eine französische Gemeinde mit 243 Einwohnern (Stand: 1. Januar 2022) im Norden des  Départements Dordogne in der Region Nouvelle-Aquitaine. Sie gehört zum Arrondissement Sarlat-la-Canéda und zum Kanton Le Haut-Périgord noir. Die Bewohner werden Barsois und Barsoises genannt.

## Geographie
Bars liegt 28 Kilometer ostsüdöstlich von Périgueux. In der Gemeinde entspringt der Saint-Geyrac. Umgeben wird Bars von den Nachbargemeinden Thenon im Norden, Auriac-du-Périgord im Nordosten und Osten, Fanlac im Südosten und Süden, Plazac im Süden, Rouffignac-Saint-Cernin-de-Reilhac im Südwesten sowie Fossemagne im Westen und Nordwesten.

## Bevölkerungsentwicklung
| Jahr                       | 1962 | 1968 | 1975 | 1982 | 1990 | 1999 | 2006 | 2019 |
| Einwohner                  | 324  | 319  | 254  | 228  | 217  | 214  | 236  | 239  |
| Quellen: Cassini und INSEE |      |      |      |      |      |      |      |      |

## Sehenswürdigkeiten

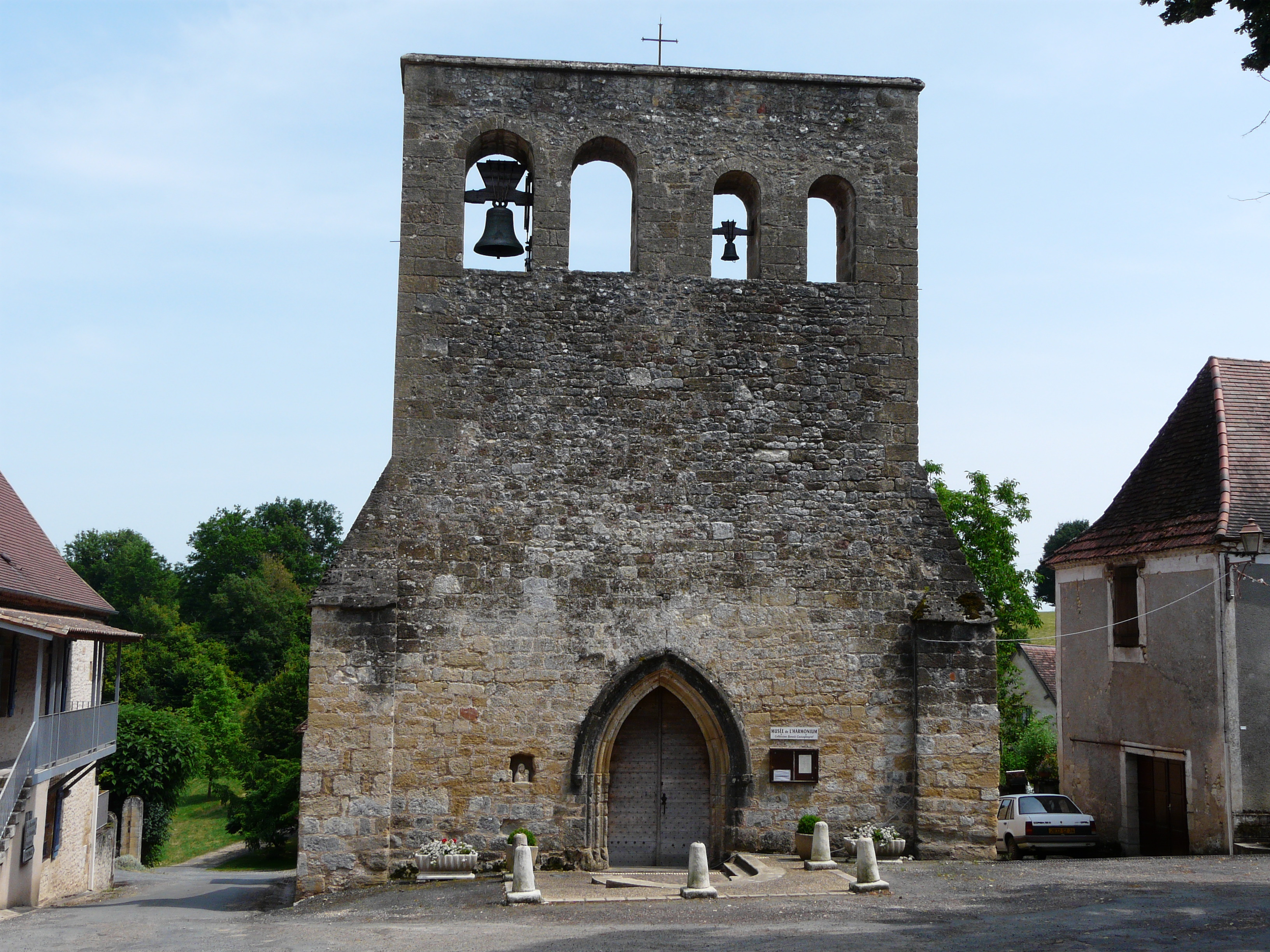
Kirche Saint-Pierre-ès-Liens

- Kirche Saint-Pierre-ès-Liens
- Harmonium-Museum